# 黎明豪爵江門之夜演唱會
黎明豪爵江門之夜演唱會是香港歌手黎明的個人演唱會，由江門市創建中國優秀旅遊城市組委會主辦，大長江集團有限公司獨家贊助，演唱會於2000年10月20日至21日一連2場在中國江門市體育場舉行，門票收益用作促進江門市成為「全國優秀旅遊城市」的公益事業。

## 背景及製作
《黎明豪爵江門之夜演唱會》的演唱地點位於江門市體育場，該處是一個露天的場地，可容納約兩萬名觀眾。演唱會的籌備時間約兩個月，製作和形式跟1999年在香港舉行的《Go Ahead Leon Live 99》演唱會近似，舞台背景由三個螢幕組合而成，台上設有輸送帶作演出用途，並以電腦特技視覺效果配合演唱，黎明穿著的服裝以牛仔裝、休閒裝為主，同時配上帽子，演唱歌曲以快歌佔多數。演唱會於2000年10月20至21日舉行，當時江門市正受到大雨影響，主辦機構預備了兩個大型揚聲器及後備汽車電池，準備在音響出現故障時，向現場觀眾作出呼籲，並購置了約三萬套雨衣和水鞋，分別在兩場演唱會派發給觀眾，為免雨傘阻擋了後排觀眾的視線，所有觀眾均不准觀眾攜帶雨傘入場。

## 反應及迴響
綜合各傳媒報導，這個演唱會每場約有兩萬名入場觀眾，會場外則約有一萬人圍觀，觀眾主要來自江門市、香港及廣東省沿岸地區，不少觀眾自備雨衣和水鞋，冒雨出席演唱會，有觀眾忍不住站立起來觀看，其中十多名觀眾爬上燈架、電燈柱、竹棚及逾十層高的欄頂看演出，其後在工作人員勸喻下返回地面，一家傳媒機構表示看不到現場觀眾的狂熱表現，同時認為在場外聚集的公眾神情嚴肅，不見喧嘩和擠擁，其他傳媒機構則認為現場觀眾表現熱情，演唱會使到體育場附近各大小攤檔的營業額上升，兩日內售出約三萬套雨衣和水鞋。傳媒指黎明早前拍電影時左膝受傷，站立需要集中用右腳支撐身體，加上感冒未癒及演唱環境惡劣，演出時比平常更為吃力，但他仍走出舞台天橋冒雨演唱，與觀眾也打成一片，令演唱會帶起高潮。黎明表示這是他入行以來第二次最狼狽的演出，當中以第1場的情況最壞，咪高峰受大雨影響而間歇性失靈，需要重唱〈我這樣愛你〉和〈大綱與細節〉兩首歌，舞台上一條輸送帶亦受到天雨影響而不能啟動，使他感到美中不足，但由於不少觀眾都是來自外地，因此他從未想過要改期演出，以免令觀眾失望。